# Cosquín
Cosquín – miasto w Argentynie w prowincji Córdoba.
W 2015 roku miasto liczyło 40,8 tys. mieszkańców.